# Krzysztof Bieńkowski (poeta)
Krzysztof Bieńkowski (ur. 1955) – polski poeta, publicysta i animator kultury, redaktor naczelny pisma artystyczno-naukowego „ZNAJ”.
Jest autorem 11 zbiorów wierszy, redaktorem lub współredaktorem 14 książek. Publikował w wielu wydawnictwach pokonkursowych i 10 antologiach. Jego wiersze ukazywały się w pismach literackich, jak: „Nawias”, „Poezja Dzisiaj”, „Ciechanowskich Zeszytach Literackich”, wydawnictwach zbiorowych: polsko-niemieckich Most Poezji, polsko-angielskich Ulica Tumska street (2006), polsko-czeskich Zrnička pro pegaza (2009). Jego recenzje książek i artykuły nt. literatury ukazały się m.in. w: „Gościńcu Sztuki”, „Kurierze Mazowieckim”, „Nowym Tygodniku Płockim”, „Poezji Dzisiaj”, „Płocczaninie”. Redaktor naczelny pisma artystyczno-naukowego „ZNAJ” (obecnie łączny nakład ca 3500 stron). Jest pomysłodawcą i członkiem jury m.in. Ogólnopolskiego Konkursu Poetyckiego im. Stanisława Nawrockiego, organizowanego w Płocku.
Laureat nagród w konkursach literackich, m.in.: I nagroda w konkursie O Złoty Klucz Ciechanowskiego Ratusza (2005), jednej z 27 równorzędnych nagród Międzynarodowego Konkursu Poetyckiego Ewangeliczny Pasterz poświęconego Janowi Pawłowi II (2006), Nagrody Specjalnej w konkursie Broniewski dzisiaj (2007), I nagrody w Mazowieckim Konkursie Poetyckim poświęconym pamięci Zbigniewa Herberta w Przasnyszu (2008). Wyróżniony m.in. odznaką „Zasłużony Działacz Kultury” (2002).
Członek Związku Literatów Polskich, Towarzystwa Naukowego Płockiego, Związku Literatów na Mazowszu (od maja 2023 r.), wiceprezes Rady Głównej Stowarzyszenia Autorów Polskich, prezes Oddziału Płockiego SAP. Centralna Rada Naukowa SAP przyznała mu doktorat h.c. za dotychczasowe dokonania na polu dokumentacji popularnonaukowej i wybitnej twórczości literackiej (2002).

## Ważniejsze publikacje książkowe
- Kwiat paproci, Płock 1997;
- Czarne medale, Płock 1997;
- Klony, Płock 1998;
- Z mostu, Płock 2003;
- Sejsmograf, Płock 2007;
- Surowy Kościół, Płock 2007;
- Ech... ten Broniewski, Płock 2008;
- Odtrutka na bezsens istnienia, Płock 2011;
- Między prawem a poezją. Naukowo-literacki przegląd twórczości doc. dr. Jana Ryszarda Kalinowskiego z okazji jubileuszu 60. urodzin, Płock 2017 (red.);
- Mocarz i człowiek, 2023.